# Бал
Бал (на френски: bal; на италиански: ballo; на немски: Ball – танцуване) е събиране на едно място за танци на много хора (в миналото обикновено от висшето общество).
Мястото на събитието обикновено е голяма добре осветена зала. За разлика от дискотеките и баровете класическите балове се отличават с тържествена обстановка, строг етикет и класически танци като валс и танго.
Балове се провеждат във всяка епоха от Средновековието до наши дни, като за техен апогей се счита Ренесансът. Първият бал, за който са останали някакви исторически бележки, е проведен в Амиен през 1385 г. по случай бракосъчетанието на Шарл VI с Изабела Баварска. Мария де Медичи въвежда баловете с маски – така наречените маскаради. Постепенно те се разпространяват в цяла Европа и стават съществена част на всички придворни празненства. Както при всичко, свързано с модата, Париж дава тона на облеклото, музиката, танците и украшенията. В Русия например баловете започват едва при царуването на Петър I.